# Gamla världen

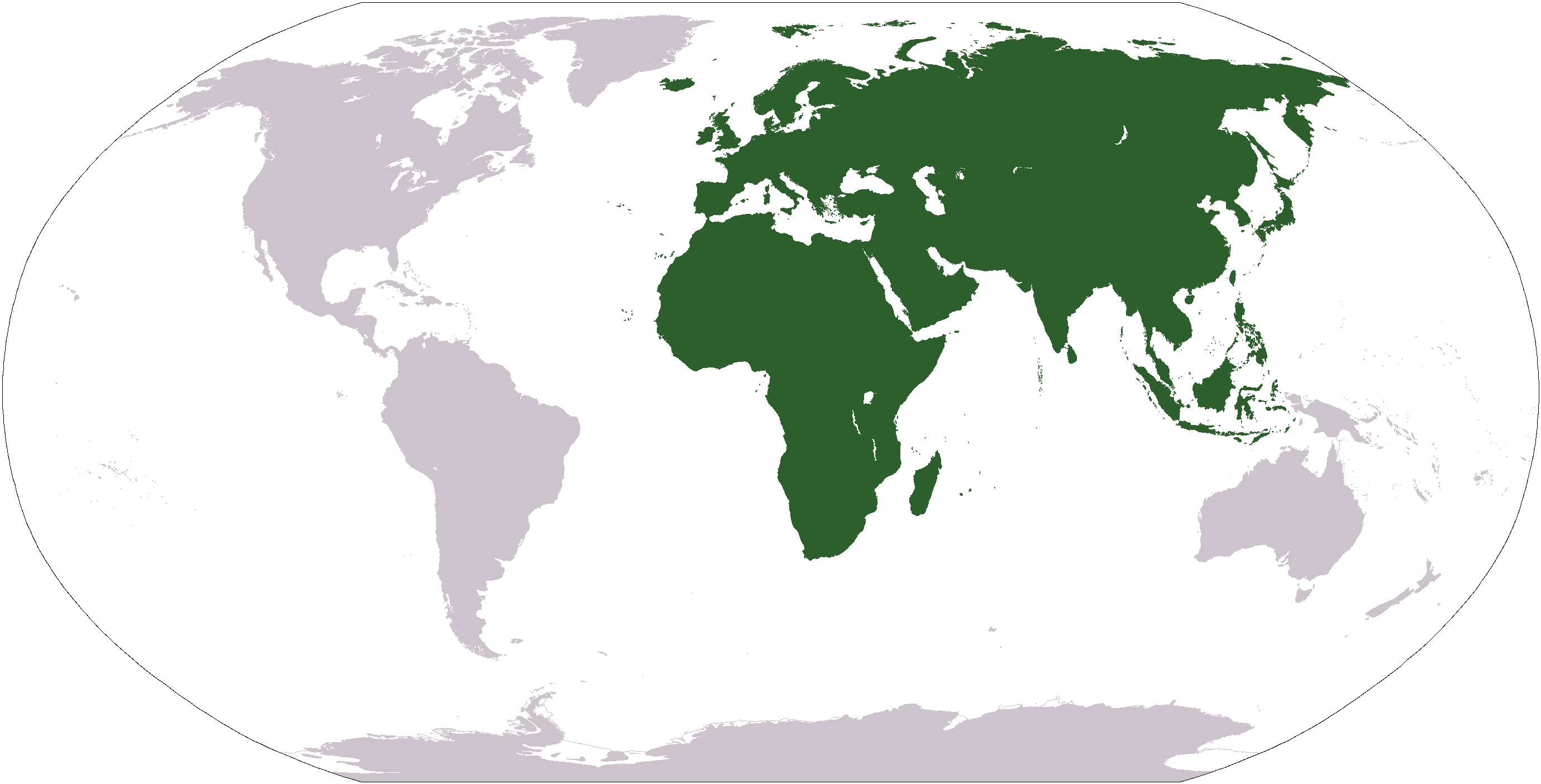

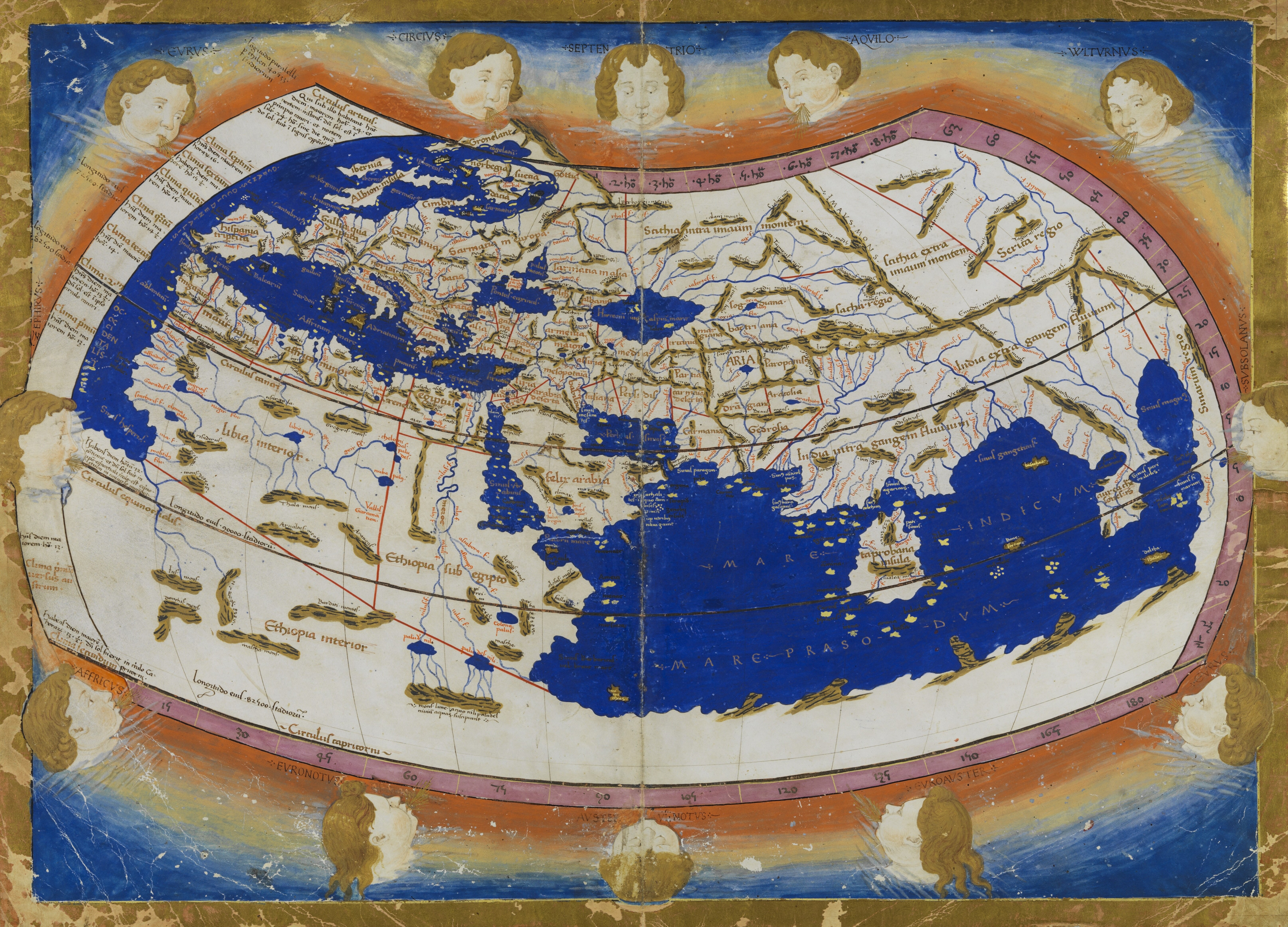
Karta över den "gamla världen" (Ptolemaios världskarta från 100-talet e.Kr i en 1500-talskopia)

Termen "Gamla världen" används vanligtvis i väst för att referera till Afrika, Asien och Europa (Afro-Eurasia eller Världsön), som kollektivt betraktas som den del av världen som känd för dess befolkning innan kontakt med den "Nya världen" (Amerika och Oceanien).